# 旧石井家住宅 (鎌倉市)
旧石井家住宅（きゅういしいけじゅうたく）は、神奈川県鎌倉市植木128の龍寶寺境内にある17世紀末に建築された古民家。国の重要文化財に指定されている。

## 概要
石井家はもともと鎌倉市関谷地域の地侍といわれ、江戸時代には関谷村の名主を務めた一家である。昭和40年代（1965年～1974年）に関谷にあった先祖代々の古民家を立て替えることにした際に、龍寶寺の住職が古民家を引き取ると申し入れ、境内に移築した。古民家は、桁行15.5メートル、梁間9.1メートル、江戸時代の17世紀末の建築とされる4間×3間様式の平屋で、鎌倉市内では唯一残る農家の古民家ある。1969年（昭和44年）6月20日に国の重要文化財となった。
現在は玉縄歴史館の施設の一つとして、資料館の展示と併せて見学可能になっている（見学料200円）。